# Малое Лупаково
Малое Лупаково — деревня в Ступинском районе Московской области в составе Леонтьевского сельского поселения (до 2006 года входила в Алфимовский сельский округ). В деревне на 2015 год 1 улица — Широкая, впервые упоминается в 1577 году, как пустошь, что была деревней Лупаково, позже — сельцо Лопаковка.

## Население
| 2002 | 2006 | 2010 |
| ---- | ---- | ---- |
| 4    | ↘3   | ↘0   |

Малое Лупаково расположено на востоке района, у границы с Коломенским, на левом берегу реки Осёнка, высота центра деревни над уровнем моря — 143 м. Ближайшие населённые пункты: Марьинка — около 0,5 км на юг, Коледино в 1,8 км на северо-запад и Коростыли, Коломенского района — примерно в 1,5 км на восток.
16 ДАЧНЫХ домов и участков . Больше всего людей в июле , в выходные.